# Unione Sportiva Catanzaro 1999-2000
Questa pagina raccoglie le informazione raccolte della Unione Sportiva Catanzaro nella stagione calcistica 1999-2000.

## Stagione
Nella stagione 1999-2000, quella a cavallo del secolo,il Catanzaro disputa il girone C del campionato di Serie C2, raccoglie 43 punti che valgono il nono posto finale. Tre sono stati i tecnici che si sono alternati sulla panca dei giallorossi, che hanno disputato due gironi molto diversi, un deludente girone di andata, che si è chiuso con il Catanzaro penultimo con 16 punti, mentre nel girone di ritorno ha ottenuto 27 punti, raggiungendo così l'obiettivo di mantenere la categoria senza più troppi patemi. Miglior realizzatore stagionale dei giallorossi è stato Giuseppe Tortora, che ha firmato 15 reti in campionato. Nella Coppa Italia di Serie C il Catanzaro disputa il girone Q di qualificazione, che ha promosso ai sedicesimi di finale del torneo il Crotone, ottenendovi una sola vittoria.

## Rosa
| N. |                   | Ruolo | Calciatore           |
| -- | ----------------- | ----- | -------------------- |
|    | Italia (bandiera) | D     | Vincenzo Altilia     |
|    | Italia (bandiera) | C     | Angelo Andreoli      |
|    | Italia (bandiera) | D     | Nicola Ascoli        |
|    | Italia (bandiera) | D     | Cristiano Babuin     |
|    | Italia (bandiera) | C     | Giuseppe Benincasa   |
|    | Italia (bandiera) | C     | Vincenzo Bevo        |
|    | Italia (bandiera) | C     | Antongiulio Bonacci  |
|    | Italia (bandiera) | C     | Umberto Brutto       |
|    | Italia (bandiera) | C     | Luigi Bugiardini     |
|    | Italia (bandiera) | C     | Andrea Bussi         |
|    | Italia (bandiera) | C     | Gaspare Cacciola     |
|    | Italia (bandiera) | C     | Carlo Carta          |
|    | Italia (bandiera) | P     | Daniele Cerretti     |
|    | Italia (bandiera) | D     | Alessandro Cicchetti |
|    | Italia (bandiera) | A     | Andrea D'Avello      |
|    | Italia (bandiera) | A     | Tommaso De Carolis   |
|    | Italia (bandiera) | C     | Antonio De Leonardis |
|    | Italia (bandiera) | D     | Mauro Della Bona     |
|    | Italia (bandiera) | P     | Agostino Di Dio      |

| N. |                           | Ruolo | Calciatore             |
| -- | ------------------------- | ----- | ---------------------- |
|    | Italia (bandiera)         | C     | Tommaso Folino         |
|    | Italia (bandiera)         | D     | Valerio Gabriele       |
|    | Italia (bandiera)         | D     | Donatello Gasparini    |
|    | Senegal (bandiera)        | A     | Diomansy Kamara        |
|    | Italia (bandiera)         | D     | Pasquale Logiudice     |
|    | Italia (bandiera)         | C     | Giuseppe Lo Polito     |
|    | Italia (bandiera)         | C     | Umberto Marino         |
|    | Rep. del Congo (bandiera) | D     | Malonga Matingou       |
|    | Italia (bandiera)         | A     | Giuseppe Morfù         |
|    | Italia (bandiera)         | C     | Ivan Carmelo Moschella |
|    | Italia (bandiera)         | D     | Ugo Napolitano         |
|    | Italia (bandiera)         | C     | Roberto Occhiuzzi      |
|    | Italia (bandiera)         | C     | Paolo Onorati          |
|    | Italia (bandiera)         | D     | Enrico Paggio          |
|    | Italia (bandiera)         | C     | Gianluca Procopio      |
|    | San Marino (bandiera)     | A     | Andy Selva             |
|    | Italia (bandiera)         | A     | Giovanni Sorce         |
|    | Italia (bandiera)         | A     | Paolo Terzaroli        |
|    | Italia (bandiera)         | A     | Giuseppe Tortora       |

## Risultati

### Serie C2 - girone C

#### Girone di andata
| Arbitro: | Rossomando (Salerno) |

|           |           |             |
| Zaini 18’ | Marcatori | 14’ Tortora |

| Arbitro: | D'Aguanno (Marsala) |

|  |           |                            |
|  | Marcatori | 78’ (rig.), 83’ Insanguine |

| Arbitro: | Papini (Perugia) |

|                    |           |                |
| Barucci 79’ (rig.) | Marcatori | 4’, 9’ Tortora |

| Arbitro: | G. Rossi (Rimini) |

|                                    |           |                 |
| Andreoli 20’ (rig.) Della Bona 78’ | Marcatori | 90+2’ Ferazzoli |

| Arbitro: | Benedetto (Messina) |

|                                                  |           |                       |
| Novello 4’ Montanaro 9’ Del Vecchio 90+5’ (rig.) | Marcatori | 21’ Tortora 52’ Morfù |

| Arbitro: | Semeraro (Taranto) |

|                |           |  |
| Della Bona 15’ | Marcatori |  |

| Arbitro: | Valensin (Milano) |

|               |           |  |
| Chianello 77’ | Marcatori |  |

| Arbitro: | Nigro (Torre del Greco) |

|  |           |                                               |
|  | Marcatori | 48’ Perna 62’ Di Corcia 90+2’ (rig.) La Notte |

| Arbitro: | Brighi (Cesena) |

|           |           |                |
| Righi 20’ | Marcatori | 45’ De Carolis |

| Arbitro: | Cenni (Imola) |

|                                                               |           |  |
| Tortora 12’, 61’ (rig.) Sanfratello 62’ (aut.) De Carolis 67’ | Marcatori |  |

| Catanzaro 14 novembre 1999 11ª giornata | Catanzaro           | 0 – 0 | Turris | Stadio Nicola Ceravolo\| Arbitro: \| Carrer (Conegliano) \| |
| Arbitro:                                | Carrer (Conegliano) |       |        |                                                             |

| Arbitro: | Tonolini (Milano) |

|                             |           |             |
| Moschella 20’ N. Di Dio 74’ | Marcatori | 80’ Tortora |

| Arbitro: | Ledda (Alghero) |

|  |           |              |
|  | Marcatori | 23’ Del Core |

| Arbitro: | Ferraro (Crotone) |

|                            |           |  |
| Fermanelli 20’ Paoloni 47’ | Marcatori |  |

| Arbitro: | Castellin (Conselve) |

|                   |           |  |
| Sparacio 47’, 69’ | Marcatori |  |

| Arbitro: | Zenere (Schio) |

|                                       |           |                          |
| Benincasa 42’ De Leonardis 50’ (rig.) | Marcatori | 18’ Bertoni 19’ G. Rossi |

| Arbitro: | Giachero (Pinerolo) |

|                                              |           |              |
| Perrone 11’ Menchetti 78’ (rig.) Brienza 81’ | Marcatori | 16’ Procopio |

#### Girone di ritorno
| Arbitro: | G. Rossi (Rimini) |

|                               |           |             |
| Sorce 25’, 46’ Della Bona 28’ | Marcatori | 61’ Marsich |

| Arbitro: | Cavallaro (Legnago) |

|                            |           |  |
| Pellegrino 33’ Cassano 86’ | Marcatori |  |

| Arbitro: | Bernabini (Roma) |

|                                            |           |                     |
| Tortora 1’ (rig.) Bugiardini 27’ Sorce 30’ | Marcatori | 17’ (rig.) Sgambati |

| Arbitro: | Ardito (Bari) |

|               |           |                  |
| R. Napoli 27’ | Marcatori | 43’, 84’ Tortora |

| Arbitro: | Niccolai (Livorno) |

|             |           |  |
| Tortora 80’ | Marcatori |  |

| Arbitro: | Brighi (Cesena) |

|                               |           |  |
| Vantaggiato 59’, 90+2’ (rig.) | Marcatori |  |

| Arbitro: | Mariuzzo (Venezia) |

|  |           |              |
|  | Marcatori | 75’ O. Russo |

| Arbitro: | Carrer (Conegliano) |

|             |           |  |
| Vidallé 55’ | Marcatori |  |

| Arbitro: | Campofiorito (Chiavari) |

|                                 |           |  |
| Tortora 81’, 89’ Procopio 90+4’ | Marcatori |  |

| Arbitro: | Cenni (Imola) |

|               |           |  |
| D. Albano 44’ | Marcatori |  |

| Arbitro: | Zenere (Schio) |

|              |           |               |
| G. Galli 20’ | Marcatori | 45’ Lo Polito |

| Arbitro: | Angrisani (Salerno) |

|            |           |  |
| Ascoli 28’ | Marcatori |  |

| Arbitro: | Lombardi (Lanciano) |

|                                                      |           |           |
| Del Core 28’ Vadacca 40’ (rig.) Di Muro 44’ Voza 47’ | Marcatori | 6’ Kamara |

| Arbitro: | Romeo (Verona) |

|                                     |           |             |
| Moschella 7’ (rig.) Kamara 32’, 37’ | Marcatori | 63’ Paoloni |

| Arbitro: | G. Rubino (Salerno) |

|                  |           |  |
| Tortora 62’, 75’ | Marcatori |  |

| Arbitro: | De Marco (Chiavari) |

|              |           |            |
| Del Nevo 45’ | Marcatori | 65’ Kamara |

| Arbitro: | Evangelista (Avellino) |

|              |           |                |
| Lo Polito 3’ | Marcatori | 43’ Pietranera |

### Coppa Italia di Serie C

#### Girone Q
| Arbitro: | Dattilo (Locri) |

|                                |           |  |
| Pasino 61’ (rig.) Fabbrini 76’ | Marcatori |  |

| Catanzaro 25 agosto 1999 2ª giornata | Catanzaro                   | 0 – 0 | Messina | Stadio Nicola Ceravolo\| Arbitro: \| Ambrosino (Torre del Greco) \| |
| Arbitro:                             | Ambrosino (Torre del Greco) |       |         |                                                                     |

| Arbitro: | Santucci (Reggio Calabria) |

|             |           |           |
| Borotzu 45’ | Marcatori | 55’ Morfù |

| Arbitro: | Latella (Potenza) |

|              |           |  |
| Procopio 87’ | Marcatori |  |

| 15 settembre 1999 5ª giornata |  | – Turno di riposo Catanzaro |  |  |